# Karl Homann
Karl Homann (* 19. April 1943 in Everswinkel) war bis 2008 Inhaber des Lehrstuhls Philosophie und Ökonomik an der Ludwig-Maximilians-Universität München. Gemeinsam mit seinen Schülern entwickelte er den institutionenökonomischen Ansatz zur Wirtschaftsethik.

## Leben
Nach seinem Studium der Philosophie, Germanistik und Katholischen Theologie wurde er 1972 zum Dr. phil. promoviert. Anschließend studierte er Volkswirtschaftslehre und wurde 1979 zum Dr. rer. pol. promoviert. 1985 folgte seine Habilitation für Philosophie an der Universität Göttingen. Von 1986 bis 1990 hatte er eine Professur für Volkswirtschaftslehre und Philosophie an der privaten Universität Witten/Herdecke inne, von 1990 bis 1999 eine Professur für Wirtschafts- und Unternehmensethik an der wirtschaftswissenschaftlichen Fakultät Ingolstadt, einer ausgelagerten Fakultät der Katholischen Universität Eichstätt. Karl Homann war in der Bundesrepublik Deutschland erster Inhaber eines Lehrstuhls dieser Art.
Von 1999 bis 2008 war er Professor für Philosophie unter besonderer Berücksichtigung der philosophischen und ethischen Grundlagen der Ökonomie (Wirtschaftsethik) an der LMU München. Homann ist Mitglied der Deutschen Akademie der Technikwissenschaften (acatech).

## Wirtschaftsethik als Ökonomik

### Ökonomische Begründung der Demokratie
Karl Homann vertritt einen normativen Individualismus. Quelle aller Werte ist für ihn das Individuum. Es kann demnach keine übergeordnete Instanz wie das Naturrecht oder göttliches Recht zur Begründung von Werten herangezogen werden. Gäbe es eine solche Instanz, müsste die Wissenschaft darauf ausgerichtet sein, die richtige gesellschaftliche Ordnung zu entdecken. Die Gesellschaftswissenschaften wären dann methodisch mit den Naturwissenschaften in ihren Forschungszielen vergleichbar. Nimmt man hingegen das Individuum zum Ausgangspunkt, führt dies zu einer Konstruktion der Gesellschaft anhand von (politischen) Entscheidungen und damit zur Idee des Gesellschaftsvertrages.
Ein zweiter Ausgangspunkt ist für Homann das Phänomen der Knappheit. Dadurch, dass der Mensch endlich ist, ist er in allen seinen Lebensbereichen der Knappheit an materiellen und immateriellen Gütern, Ressourcen, Wissen und Zeit unterworfen. Homann greift hier auf das Konzept von Gary S. Becker und der neuen Institutionenökonomik zurück. Ökonomik in Form des ökonomischen Prinzips ist für ihn eine Methode, mit Knappheit rational umzugehen. Deshalb ist Ökonomik für ihn nicht nur auf den Bereich der Wirtschaft, sondern auch auf andere Lebensbereiche wie das Recht, die Politik und eben auch auf die Ethik anwendbar.
Die von Homann vorgelegte Interpretation der Idee des Gesellschaftsvertrages ist eng angelehnt an die Konzeption von James M. Buchanan. In dem Gedankenmodell sind die Individuen im vorvertraglichen Zustand ähnlich wie bei Hobbes auf sich gestellt. Ein Gesellschaftsvertrag kommt theoretisch nur zustande, wenn jedes Mitglied dem Vertrag beitritt. Hieraus leitet sich das Recht ab, dass der Einzelne bei gemeinschaftlichen Entscheidungen widersprechen kann. Dieses Vetorecht kann nur mit seinem Einverständnis aufgehoben werden. Hierdurch ist der Einzelne vor Diskriminierung geschützt. Das Erfordernis der Einstimmigkeit wird allerdings bei einer größeren Anzahl von Beteiligten durch den entstehenden Abstimmungsaufwand problematisch. Homann spricht hier von Transaktionskosten. Zudem entstehen Opportunitätskosten, wenn die Gemeinschaft nicht alle möglichen Kooperationsgewinne realisieren kann, weil Einzelne ihre Zustimmung wegen fehlender Einsicht oder aus einer relativ größeren Risikoscheu verweigern.
Ein Ausweg aus einer solchen Problematik ist eine Verfassung, in der dem Einzelnen Schutz gegenüber Entscheidungen der Mehrheit durch „unveräußerliche“ Grundrechte gewährt wird. Ohne eine solche Schutzfunktion besteht in einer ausschließlich nach Mehrheit entscheidenden Demokratie die Gefahr der Unterdrückung von Minderheiten bis hin zu einem totalitären System. Dies hatte schon Aristoteles gesehen, der einer Demokratie eine Politie vorzog. Die Legitimation der Demokratie ergibt sich aus dem Konsens aller Betroffenen. Herrschaft kann in der Demokratie deshalb nur begründet werden, wenn die Einschränkung der individuellen Freiheit auf einen verfassungsmäßigen Rahmen begrenzt ist. In Hinblick auf die Ermittlung der Grundrechte verweist Homann auf die Theorie der Gerechtigkeit von John Rawls. Mit Buchanan kritisiert Homann aber die von Rawls in dessen zweiten Grundsatz (Maximin-Regel) entwickelte Vorstellung einer gerechten Ordnung. Eine positiv beschriebene Ordnung geht über die Legitimation durch das Individuum hinaus und entspricht einer kollektiven, das heißt extern vorgegebenen Norm, einem Sollen, das jenseits der vertragstheoretischen Begründung liegt. Gegen Buchanan verteidigt er allerdings Rawls, wenn man dessen Vorschlag als einen Beitrag zum Diskurs über die Ausgestaltung einer nicht mehr theoretischen, sondern einer empirischen Ordnung versteht.

### Der Markt als ethisches Mittel
Homann wehrt sich gegen eine dualistische Entgegensetzung von Moral und Wirtschaft. Wirtschaft ist eines der Teilsysteme der Gesellschaft, das nicht unabhängig von anderen betrachtet werden kann. Ethik ist eine bestimmte Sichtweise auf diese Teilsysteme. Ethik und Ökonomik sind zwei Diskurse über dieselben menschlichen Handlungsprobleme.

„In der öffentlichen Diskussion, in der Politik und in den Medien werden wirtschaftsethische Probleme nicht selten durch eine dualistische Brille betrachtet. Moral und Wirtschaft, Ethik und Ökonomik, Ökologie und Ökonomie, Solidarität und Wettbewerb werden gegeneinander ausgespielt. […] Ausgeblendet wird dabei aber vor allem die Möglichkeit, Ethik und Ökonomik als zwei Seiten einer Medaille zu sehen, nicht als einander ausschließende Alternativen, sondern als zusammengehörige Zwillingsschwestern.“

Aufgabe der Wirtschaftsethik ist, „die Institutionen so zu gestalten, dass Moral möglich wird.“ Wirtschaftsethik kann deshalb nur als Ethik mit besonderen, nämlich ökonomischen Methoden aufgefasst werden. Homann richtet sein Augenmerk daher eher auf die Implementierung als auf die Begründung von ethischen Grundsätzen.
Ziel der Ethik ist es, dem Menschen ein möglichst gutes Leben zu ermöglichen. Zu einem guten Leben gehört auch eine möglichst große Wohlfahrt. Es ist nach Homann das Verdienst von Adam Smith, gezeigt zu haben, dass nicht eine staatliche Lenkung, wie sie im in seiner Zeit vorherrschenden Merkantilismus vorrangig war, sondern der Markt zu besseren Allokationen und damit zu einer besseren Steigerung der Wohlfahrt beiträgt. Die Geschichte hat gezeigt, dass alle Versuche einer staatlich gelenkten Wirtschaft dem Markt in der Effizienz unterlegen sind. „Die Marktwirtschaften des Westens haben sich allen Formen des Sozialismus gegenüber als weit überlegen erwiesen.“ Der Markt ist daher aus der Sicht der Ethik wertvoll, weil er am besten zur Wohlfahrt beiträgt. Der Markt ist nicht Ziel, sondern (das beste) Mittel der Wirtschaftsethik. Insofern stehen Moral und Markt nicht gegeneinander, sondern Moral wird im und durch den Markt verwirklicht. Als Mittel kann die Gesellschaft den Markt in der Form einsetzen, wie sie es aus einer übergeordneten Moralvorstellung möchte. Auch dies hat Adam Smith bereits gesehen, indem er der Regierung bestimmte Rahmenaufgaben (z. B. Infrastruktur, Bildung) zuwies.
Eine weitere Grundannahme Homanns ist, dass der Mensch ausschließlich im Eigeninteresse handelt. Der Mensch wird nur handeln, wenn ihm seine Handlung zum Vorteil gereicht.

„Der methodische Ökonomismus beruht auf dem Quasi-Axiom, dass Menschen moralische Normen und Idealen dann und nur dann systematisch und auf Dauer Folge leisten, wenn sie davon – zwar nicht in jedem Einzelfall, aber über die Sequenz von Einzelfällen nach Regeln – individuelle Vorteile erwarten (können). […] Es wird auf diese Weise versucht, dem leeren Postulieren und Moralisieren zu entgehen, das schon Hegel der zeitgenössischen Ethik vorgehalten hatte.“

Vorteil versteht Homann dabei als offenen Begriff, der nicht nur Nutzen oder Präferenzen im Sinne der klassischen ökonomischen Theorien, sondern auch das Erreichen anderer, wertorientierter Ziele im Bereich der Ästhetik oder auch der Ethik beinhalten kann. Es ist das Vorteilsstreben, das die Funktionsfähigkeit des Marktes gewährleistet. Normen werden vom Einzelnen nur dann befolgt, wenn er daraus einen Vorteil zieht. Vorteile in diesem Sinn kann auch die Vermeidung von Sanktionen sein.
Weil der Markt einerseits auf dem individuellen Verfolgen von Eigeninteressen beruht, andererseits das Instrument ist, mit dem der gesellschaftliche Wohlstand am besten befördert werden kann, hat die Institution des Marktes einen eigenständigen ethischen Wert. Verzerrungen im Markt durch die Forderung nach individuellem moralischen Verhalten von Einzelpersonen und Unternehmen zu verursachen, hält Homann für falsch.

„Das Grundproblem einer modernen Wirtschaftsethik besteht in folgendem Dilemma: Ein Unternehmen, das unter harten Wettbewerbsbedingungen aus moralischen Gründen kostenträchtige Vor- und Mehrleistungen erbringt, droht in Wettbewerbsnachteil zu geraten und langfristig sogar aus dem Markt ausscheiden zu müssen. Moral, die etwas kostet, ist im Wettbewerb unmöglich von einzelnen Akteuren zu realisieren. Die Ausbeutbarkeit moralischen Verhaltens im Wettbewerb ist das Problem.“

Ethische Prinzipien ohne Marktstörung durchzusetzen ist nur möglich, wenn diese Prinzipien als allgemeine Regeln für alle Marktteilnehmer in gleicher Weise gelten. Dies kann man dadurch erreichen, dass man die Rahmenordnung entsprechend gestaltet. Das individuelle Handeln vergleicht Homann mit den Spielzügen im Sport, die Rahmenordnung mit den jeweiligen Spielregeln. „Der systematische Ort der Moral in einer Marktwirtschaft ist die Rahmenordnung.“ bzw. „Die Effizienz in den Spielzügen, die Moral in den Spielregeln.“ Die Rahmenordnung bestimmt die Handlungsregeln. Moralische Vorgaben müssen sich auf die Institution des Marktes richten. Würde man sie als Maßstab des individuellen Handelns einsetzen, könnte der Markt nicht Wirkungen erzielen, die sich aus dem Prinzip der Marktordnung ergeben. Gerade weil im Markt Wettbewerb herrscht und Gewinnstreben das Leitprinzip ist, fördert der Markt den Wohlstand in besonderem Maß, auch wenn diese Wirkung vom einzelnen Marktteilnehmer gar nicht beabsichtigt (intendiert) ist. Es ist daher falsch, marktwirtschaftliches Handeln, das in Übereinstimmung mit der herrschenden Rahmenordnung erfolgt, moralisch als gut oder böse zu bewerten.

### Dilemmastrukturen und Rahmenordnung
Interaktionen in der Wirtschaft beinhalten nach Homann immer den Konflikt zwischen Kooperationsinteressen und dem natürlichen Eigeninteresse. Die Handlungen der Marktteilnehmer kann man daher stets als eine Dilemmastruktur darstellen. Ein Anbieter möchte grundsätzlich den höchstmöglichen Preis erzielen. Legt er aber seinen Preis zu hoch, wird der Kunde beim Wettbewerber kaufen. Zwei Anbieter können ihr Dilemma überwinden, indem sie durch Preisabsprache zum Nachteil des Nachfragers das System umgehen, Homann spricht allgemein von „defektieren“. Im Beispiel der Preisabsprache bedeutet Kooperation eine Störung des Marktes. Kooperation ist also nur gut, wenn sie einen gemeinsamen Vorteil für alle Beteiligten erzeugt. Solche Konstellationen bezeichnet Homan als „pareto-superior“.
Von den Handlungen selbst unterscheidet Homann die Handlungsbedingungen. Diese beinhalten neben natürlichen auch institutionelle Beschränkungen des Handelns. Das seine Interessen verfolgende Individuum, welche individualethischen Grundsätze es auch immer anerkennt, wird seine Handlungen verändern, wenn sich die Handlungsbedingungen verändern. Fasst man Wirtschaftsethik als Institutionenethik auf, dann ist es ihre Aufgabe aufzuzeigen, wie die Handlungsbedingungen durch Gestaltung des ordnungspolitischen Rahmens zu verändern sind, damit ethische Ziele möglichst optimal verwirklicht werden können. Weil der Einzelne seinen Interessen folgt, sind Anreizsysteme ein wichtiges Instrument zur Beeinflussung von Handlungen durch die Rahmenordnung. Solche Anreize können monetärer (Belohnungen, Strafen) oder sozialer (Reputation) Art sein, und hierdurch zur Motivation beitragen. Ein typisches Beispiel für eine Anreizsystematik ist der Benzinpreis. Durch die Mineralölsteuer wird neben dem fiskalischen Zweck auch ökonomisches Verhalten im ethischen Sinn beeinflusst. Sie führt einerseits zu geringeren Fahrleistungen und andererseits zu kleineren und energieeffizienteren Fahrzeugen. Ob dieser Anreiz ausreichend ist, ist eine Frage der politischen Bewertung und der Veränderung der Rahmenordnung.
Ein weiteres konkretes Beispiel für die Frage der Anreize ist bei Homann die Zivilcourage, die in einer zunehmend stärker individualisierten und funktional differenzierten Gesellschaft weniger Vorteile einbringt und daher im Abnehmen begriffen ist. In der modernen Gesellschaft werden immer mehr moralische Regeln durch die sanktionsbewehrte Rechtsordnung ersetzt. Eine Verbesserung lässt sich nur erwarten, wenn die Gesellschaft den Aufwand für entsprechendes Engagement vermindert, zum Beispiel durch fördernde Einrichtungen. Dies lässt sich auf soziales Engagement allgemein und gesellschaftliches Engagement von Unternehmen entsprechend übertragen. Indem die Gesellschaft die Aufwendungen des Engagements mindert, kann sie auch mit einer Zunahme rechnen.

### Unternehmensethik
Die gesellschaftliche Funktion von Unternehmen in einer marktwirtschaftlichen Ordnung ist es, Produkte und Leistungen bereitzustellen. Aus Sicht der Unternehmer und Anteilseigner ist ihre Aufgabe, Gewinne zu erzielen. Solange dies ohne Verstöße gegen die bestehende Rahmenordnung geschieht, ist die Unternehmenstätigkeit ethisch weder gut noch böse. „In einem institutionenethischen Ansatz erfolgt die Beurteilung des unternehmerischen Handelns nicht mehr direkt, sondern indirekt bzw. zweistufig. Eine solche Konzeption berücksichtigt damit, dass unter den Bedingungen der modernen Wirtschaft jede einzelne Aktivität ihren Sinn erst durch den Ordnungsrahmen erhält, in dem sie vollzogen wird.“ Indirekt wirkt das Anreizsystem der Rahmenordnung.
Trotz der Maßgeblichkeit der Rahmenordnung sind Unternehmen aber nicht von moralischer Verantwortung entlastet. Dies gilt zum einen für die interne Ordnung der Unternehmen. Zum anderen besteht aber immer die Situation, dass in den gesellschaftlichen Regeln Lücken bestehen. „Bei Defiziten der Rahmenordnung ergeht an Unternehmen der Auftrag, die im Normalfall an die Ordnungsebene abgegebene moralische Verantwortung wieder auszufüllen, um so das entstandene Verantwortungsvakuum zu füllen.“
Bestimmte moralische Verhaltensweisen sind mit dem Gewinnstreben von Unternehmen in Einklang zu bringen: insbesondere gilt dies für alle Maßnahmen, die das Vertrauen in ein Unternehmen erhöhen. Ebenso werden teilweise Unternehmen von ihren Kunden aufgrund ihrer Produkte bevorzugt, wenn diese besonderen moralischen Ansprüchen genügen, dies gilt zum Beispiel für Hersteller sog. Bio-Produkte, bei nachhaltigen Geldanlagen oder im Bereich des Fair-Trade. Die Berücksichtigung von ethischen Anforderungen als positives Wettbewerbselement ist für Unternehmen schon aus Eigeninteresse sinnvoll und erforderlich. Eine Verantwortung trifft Unternehmen aber auch, wenn sie als moralisch richtig angesehene Verhaltensweisen aufgrund von Wettbewerb nicht durchsetzen können. In diesen Fällen müssen sie auf der Ebene der Gestaltung der Rahmenordnung darauf hinwirken, dass diese entsprechend geändert wird. Dies kann durch den Beitritt zu freiwilligen Kodizes oder durch das Eintreten für Gesetzesänderungen geschehen. Kann ein Unternehmen eine bestimmte Moralvorstellung weder im Wettbewerb noch im Wege der Beeinflussung der Rahmenordnung durchsetzen, bleibt ihm nur das Ausscheiden aus dem Markt.

### Kritik an der Ökonomik
Eine grundlegende Kritik am Konzept der Ökonomik ist die Idealisierung der Argumentation. Ein Abgleich der Modellannahmen mit der Realität zeigt die fehlende Übertragbarkeit der Theorie auf die Praxis: „Der Blick auf die Fakten, der dann fällig wäre, bleibt bei Homann wieder nur ein idealisierender Blick auf Kontra-Faktisches, nämlich auf die Idee der ‚Rahmenordnung’, Wenn die Rahmenordnung ideal verfasst wäre, dann würde Marktwirtschaft auch in der Realität so überzeugend funktionieren, wie die Idee der Marktwirtschaft dann überzeugend ist, wenn ideales Funktionieren der Märkte schon unterstellt wird.“ Ein anderer Kritikpunkt richtet sich auf das nicht auf die Realität übertragbare Bild des Homo oeconomicus, auch wenn dieses nur als Modell eingesetzt wird. Individuelle Handlungsspielräume werden zwar zugelassen, aber nicht begründet. Günther Anders hat auf das persönliche Dilemma hingewiesen, das entsteht, wenn jemand in einer „Betriebswelt“ Sachzwängen unterlegen ist, während er in anderen Lebenswelten individuellen moralischen Ansprüchen folgen soll. Vor allem wird die Ausblendung anderer Lebensbereiche aus der Wirtschaftsethik abgelehnt. „Eine solche Ökonomie-Ethik bringt wohl Ethik und Ökonomie zur Deckung, aber um den Preis, als dass sie nicht mehr leistet, als dass sie ein bestehendes ökonomisches System auch noch mittels Ethik überhöht.“ Dies liegt daran, dass Homann keine inhaltlichen Hinweise darauf gibt, wie eine ordnungsethische Moral entsteht und wie Änderungen der Rahmenordnung inhaltlich begründet werden sollen. Ekkehard Martens meint: „Gegen eine derartige zweistufige Wirtschaftsethik egoistischen Konkurrenzverhaltens und altruistischer Spielregeln lässt sich allerdings ein gravierender Einwand erheben. In ihr werden die moralischen Handlungsmöglichkeiten im Einzelfall unterschätzt und durch ein starres Korsett allgemeiner Vorschriften eingeengt.“ Michael S. Aßländer und Hans G. Nutzinger weisen zudem darauf hin, dass die von Homann vorgenommene Ausweitung des Vorteilsbegriffs zwar zu Erkenntnisgewinnen in zuvor nicht analysierten Problemkontexten führen kann, aber andererseits der Gefahr der unzulässigen Verallgemeinerung, des Verlustes an begrifflicher Schärfe und damit der Tautologisierung ausgesetzt ist.